# Fohlen

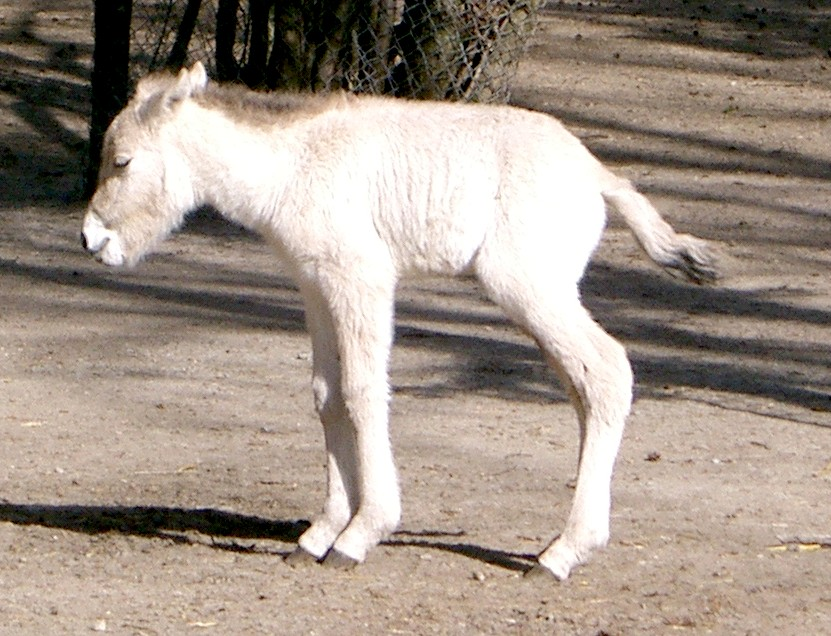
Zwei Tage altes Przewalski-Fohlen. Sehr junge Fohlen dieser Wildpferde haben ein helles Fohlenfell, das wenige Tage nach der Geburt durch dunkleres Fell ersetzt wird.

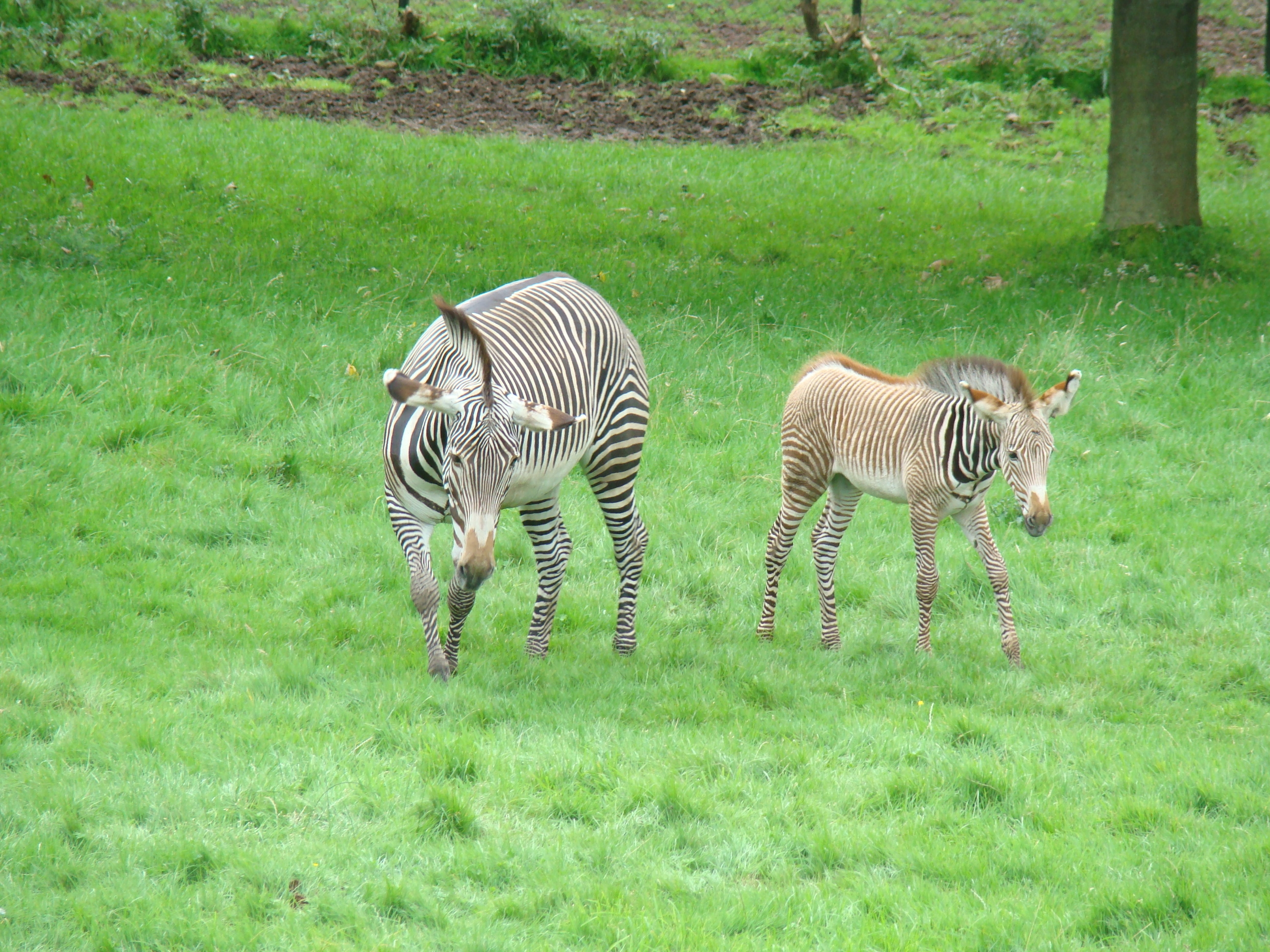
Zebrastute mit Fohlen

Ein Fohlen oder Füllen (vgl. mykenisch <po-ro> bzw. altgr. πῶλος /pōlos/, lat. pullus über – erste Lautverschiebung – got. fula u. ahd. fulo) ist ein Jungtier der Familie Einhufer (Equidae) und Kamele (Camelidae). Umgangssprachlich bezeichnet der Begriff Fohlen ein Hauspferd, das noch kein Jahr alt ist. Als Verb bezeichnet es das Zurweltbringen eines Fohlens. Erreicht das Fohlen das zweite Lebensjahr, spricht man von einem Jährling.

## Hauspferde

### Tragezeit und Geburt

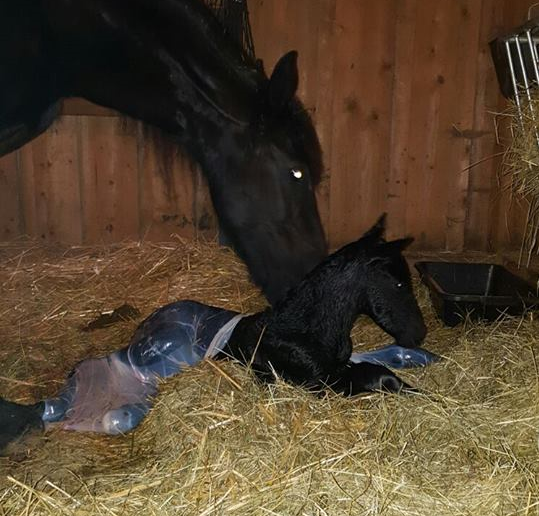
Neugeborenes Fohlen. Die Kruppe und die Hinterhand liegen noch in der Fruchtblase, Kopf und Nüstern sind frei für die Atmung. Die Stute leckt das Fruchtwasser vom Fell des Fohlens ab.

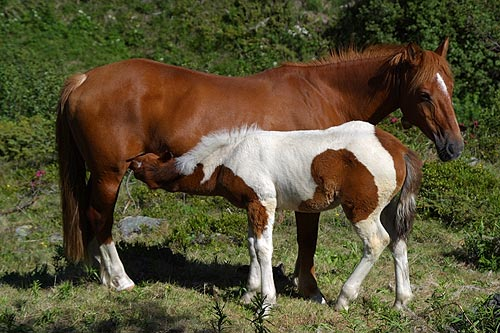
Stute mit saugendem Fohlen

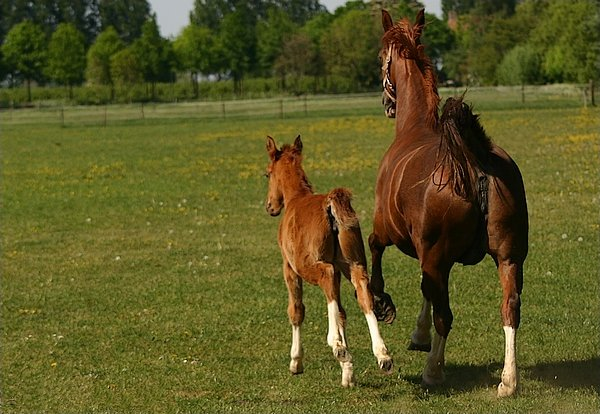
Stute mit galoppierendem Fohlen

Die Tragezeit der Pferdestute beträgt in der Regel 315 bis 340 Tage. In der Pferdezucht richtet man der Stute für die Geburt eine Abfohlbox ein, die sie schon einige Wochen vor dem Geburtstermin bewohnt. Das Fohlen wird meistens nachts geboren, die Geburt dauert etwa eine halbe Stunde. Das Neugeborene wiegt 30 bis 60 Kilogramm und ist je nach Rasse zwischen 75 und 145 cm groß. Minishetty-Fohlen sind teilweise nur 40 cm groß.
Nach der Geburt liegen Stute und Fohlen eine Zeit lang auf dem Boden. Währenddessen wird noch Blut über die Plazenta in das Fohlen übertragen. Spätestens wenn die Mutterstute aufsteht, um das Neugeborene abzulecken, reißt die Nabelschnur. Auch das Fohlen steht nach ca. 15 Minuten erstmals auf eigenen, wackeligen Beinen. Durch das Aufstehen und Bewegung entfalten sich die Lungen. Wenn das Fohlen zu lange liegt, verliert es Kraft. Es muss schnell aufstehen und zur Stärkung Muttermilch trinken. Als die Pferde noch hauptsächlich in der Wildnis gelebt haben, mussten sie frühzeitig stehen und gehen können, um mit der Herde mitlaufen und gegebenenfalls flüchten zu können.
Die wichtigste Ernährung im ersten Lebensabschnitt ist die Erstmilch, auch Biestmilch oder Kolostralmilch genannt, die lebenswichtige Stoffe für das Immunsystem und den Stoffwechsel enthält. Außerdem sorgt die Zusammensetzung der Kolostralmilch für den ersten Stuhlgang des Fohlens, das Darmpech. Da das Fohlen nur in den ersten 36 Stunden Abwehrstoffe durch die Darmwand aufnehmen kann, ist die Kolostralmilch in diesem Zeitraum überlebenssichernd. Wird keine Kolostralmilch aufgenommen, besteht ein hohes Risiko für Infektionskrankheiten wie die Fohlenlähme. Das Fohlen säugt zu Beginn etwa jede halbe Stunde, dabei nimmt es pro Tag etwa 10 % seines eigenen Körpergewichts zu sich. In freier Natur wird es zwischen dem sechsten und zwölften Lebensmonat abgesäugt.

### Aufzucht

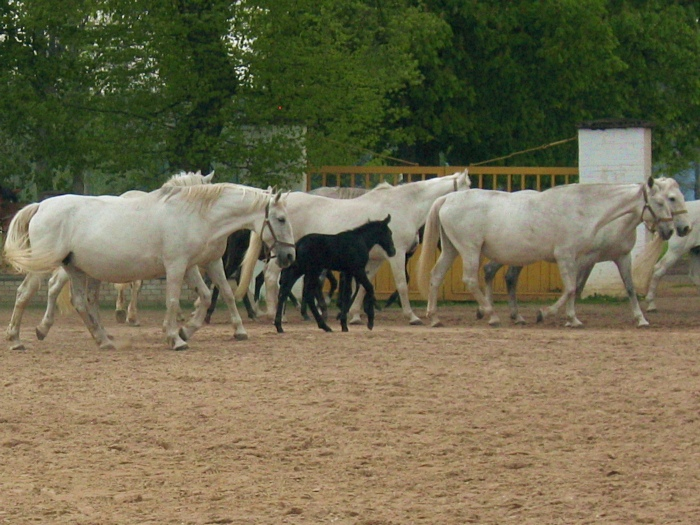
Kladruberfohlen im Herdenverband

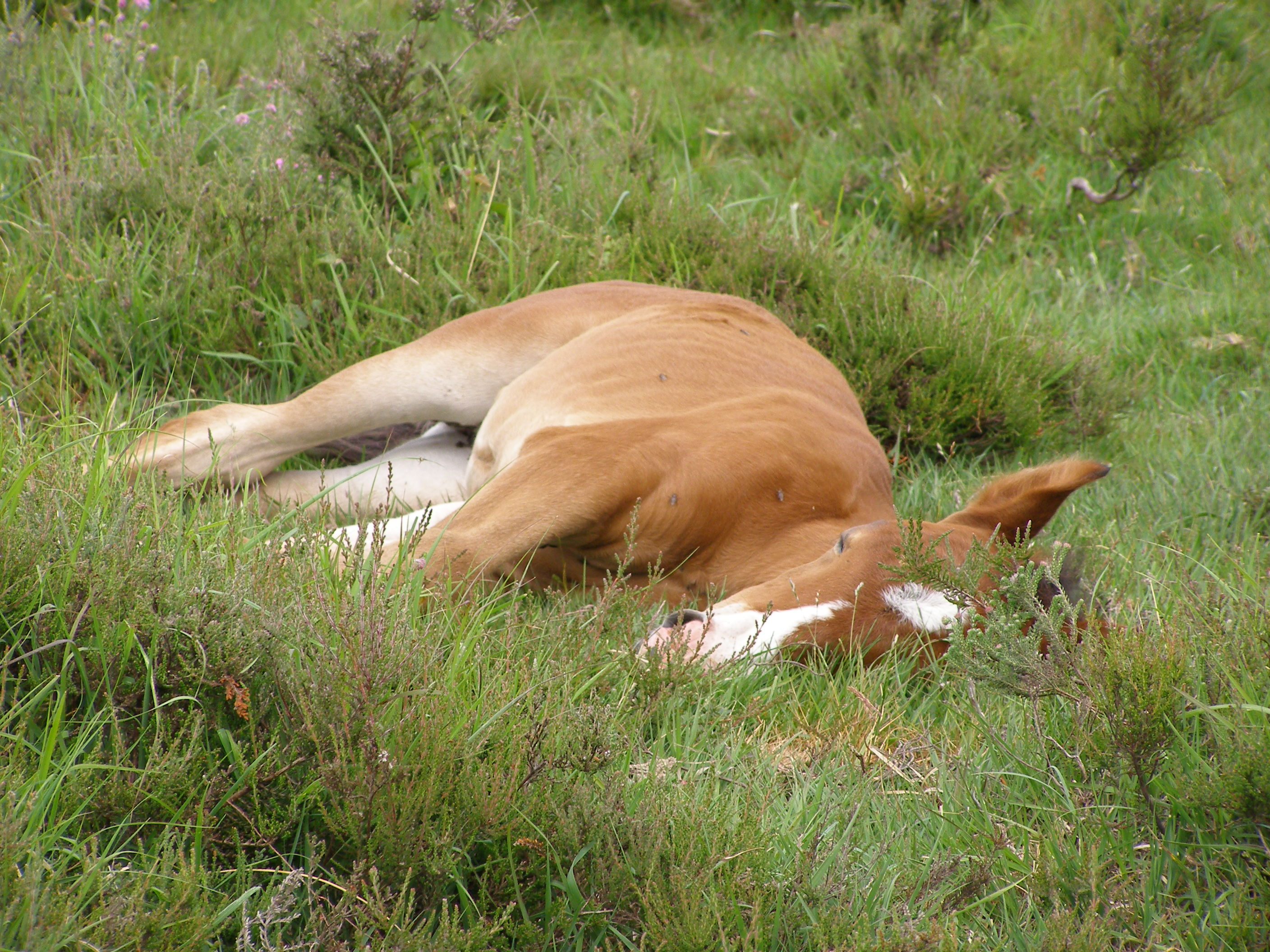
Fohlen ruhen sich noch oft im Liegen aus

Idealerweise macht das Fohlen schon nach einigen Tagen seinen ersten Weidegang und hat als Steppentier dabei bereits gute Kontrolle über seine Motorik. Es knabbert bald auch an Gräsern herum, was für den Beginn einer normalen Verdauung und einen ausgeglichenen Vitaminhaushalt sorgt.
Fohlen lernen schnell, mit anderen Tieren zu spielen und sich in der Herde anzupassen und einzuordnen. Dabei entwickeln sie auch ihre Kondition und motorischen Fähigkeiten und kräftigen Muskulatur und Sehnen. In der Natur werden sie erst nach einem Jahr von der Mutter vertrieben, in der Pferdezucht erfolgt eine Trennung häufig bereits nach drei Monaten. Einzelaufzucht und frühe Trennung von der Mutter können sich nach vorherrschender Meinung negativ auf das Sozialverhalten des Jungtieres auswirken. Über die optimale Art des Absetzens, die Trennung von der Mutterstute, gibt es unterschiedliche Meinungen. Manche Züchter bevorzugen eine abrupte Trennung, andere eine schrittweise. Bei der zweiten Variante werden die Fohlen anfangs nach etwa 10 bis 15 Minuten wieder zur Mutter gelassen. Diese Zeit wird kontinuierlich verlängert, sodass sich Mutterstute und Fohlen langsam an die Trennung gewöhnen können. Das von der Mutter getrennte Fohlen wird Absatzfohlen genannt.
Ein Hengstfohlen ist mit ca. zwölf Monaten geschlechtsreif; eine Stute wird erst mit zwei Jahren zum ersten Mal rossig, d. h. paarungsbereit. Es wird jedoch empfohlen, mit dem ersten Decken mindestens bis zum dritten Lebensjahr zu warten, wenn das Tier weitgehend ausgewachsen ist, um die Wirbelsäule nicht zu schädigen. Um eine ungewollte Trächtigkeit der jungen Stuten zu vermeiden, ist es daher wichtig, die Hengst- und Stutfohlen nach dem Absetzen getrennt aufzuziehen.

### Erziehung

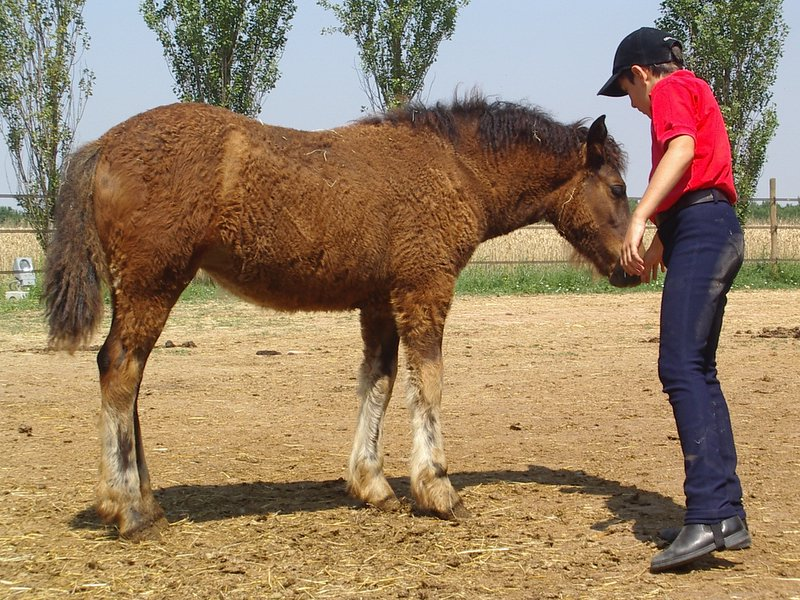
Bardigianofohlen

Ist das Fohlen als späteres Reitpferd, Kutschenpferd oder Arbeitstier gedacht, ist es wichtig, es von der Geburt an an Menschen zu gewöhnen, und es geduldig und liebevoll, aber konsequent zu erziehen. Dabei gibt es verschiedene Erziehungs-Schulen. Man sollte das Fohlen am besten zunächst nur an einen Menschen gewöhnen, der es auch erzieht.

#### Klassische Erziehung
Diese Art der Erziehung beginnt meist ein bis zwei Tage nach der Geburt des Fohlens. Dabei soll das junge Pferd langsam an den Menschen gewöhnt werden. Anfangs geht es vor allem darum, dass es den Menschen auf sich zukommen und sich berühren lässt. Wenn es sich an den Menschen gewöhnt hat, ist der nächste Schritt, dem Fohlen ein Halfter anzulegen und mit den Führübungen zu beginnen. Reagiert das Fohlen gut auf Halfter und Führstrick, kann auch mit Übungen wie Hufe geben und striegeln lassen begonnen werden. Die oben genannten Übungen sind besonders dann wichtig, wenn das Fohlen einen Tierarzt oder Hufschmied braucht.

#### Imprinting
Imprinting bezeichnet eine sehr umstrittene Methode der Fohlenerziehung. Hier beginnt der Mensch schon direkt nach der Geburt mit der Erziehung und Prägung des Tieres: Das Neugeborene wird – entgegen seinen Instinkten – am Aufstehen gehindert. Der Mensch berührt das Fohlen dann am ganzen Körper und greift auch in alle Körperöffnungen (Mund, Nüstern, Ohren, After), bis sich das Tier gegen diese Berührungen nicht mehr wehrt, sondern sie ruhig über sich ergehen lässt. Die erste Unterrichtsstunde dauert meist zwischen einer halben und einer Stunde. Um den gewünschten Erfolg zu erzielen, müssen diese Maßnahmen natürlich regelmäßig wiederholt werden. Sie sollen den späteren Umgang mit dem Pferd erleichtern – sowohl für eventuelle zukünftige Besitzer als auch für Tierärzte, Schmiede et cetera. Pferde, die nach dieser Methode erzogen wurden, sind zwar sehr brav aber oft auch übertrieben unterwürfig.

#### Fohlenkommando
Eine heute nur noch selten angewandte Erziehungsmethode ist das Fohlenkommando. Dabei übernimmt der Ausbilder die Rolle des Leittieres.

## Lokale Bezeichnungen
In Bayern existieren noch die Worte Heiß bzw. Heißerl für ein Fohlen bzw. kleines Fohlen. Vgl. auch englisch Horse oder isländisch Hestur.